# Епархия Теофилу-Отони

Regional CNBB Leste 2.

Епархия Теофилу-Отони.

 Епархия Теофилу-Отони  (лат. Dioecesis Otonipolitana) — епархия Римско-Католической церкви с центром в городе Теофилу-Отони, Бразилия. Епархия Теофилу-Отони входит в митрополию Диамантины. Кафедральным собором епархии Теофилу-Отони является церковь Непорочного Зачатия Пресвятой Девы Марии.

## История
27 ноября 1960 года Святой Престол учредил епархию Теофилу-Отони, выделив её из епархии Арасуаи. 28 марта 1981 года епархия Теофилу-Отони передала часть своей территории в пользу возведения новой епархии Алменары.

## Ординарии епархии
- епископ Quirino Adolfo Schmitz (22.12.1960 — 3.08.1985)
- епископ Fernando Antônio Figueiredo (3.08.1985 — 15.03.1989) — назначен епископом Санта-Амару
- епископ Waldemar Chaves de Araújo (18.11.1989 — 26.06.1996) — назначен епископом Сан-Жуан-дел-Рея
- епископ Diogo Reesink (25.03.1998 — 25.11.2009)
- епископ Aloísio Jorge Pena Vitral (25.11.2009 — по настоящее время)

## Источник
- Annuario Pontificio, Ватикан, 2007